# Ян Кароль Мнішек
Ян Кароль Вандалін Мнішек гербу власного (пол. Jan Karol Wandalin Mniszech; 1716 — 19 вересня 1759 року, Варшава) — польський шляхтич, державний, політичний і військовий діяч Речі Посполитої. Один з перших організаторів вільномулярства в Польщі.

## Життєпис
Народився 1716 року. Батько — Юзеф Вандалін Мнішек, польський державний, політичний і військовий діяч Речі Посполитої, магнат, другий тесть коронного гетьмана Юзефа Потоцького. Мати — друга дружина батька Констанція Тарло. Навчався вдома під керівництвом Деметріуша Францішека Колі.
1733 року як яворівський староста і посол Варшавської землі брав участь у варшавській конвокації.
Як один із перших організаторів вільномулярства в Польщі 1742 року заснував ложу у Вишнівці, яка не мала своєї назви. У липні 1759 року разом із братом Єжи Августом поїхав на засідання Коронного трибуналу, де маршалок коронний оскаржив невигідне для Мнішеків рішення коронного канцлера Яна Малаховського у справі щодо маєтностей Рокитне та Ольшаниця (Київське воєводство).
Архітектор Якуб Фонтана працював над перебудовою палацу Мнішеків на вулиці Сенаторській (1754—1755), правдоподібно, також їхній палац на вулиці Мьодовій.
Мав стосунок до будівництва чи забезпечення:
- церкви святого Юрія в Яворові,
- костелу святого Станіслава (1757, нині руїна).[5]

Помер 19 вересня 1759 року в м. Варшава, був похований у костелі реформатів цього міста.

### Посади, звання
Староста галицький, калуський, яворівський, щуровицький, ловчий коронний (отримав 7 січня 1736 року після брата), підкоморій великий литовський (1742—1759), генерал-лейтенант коронного війська, шеф кінного реґіменту імені королеви.

## Сім'я
Був одружений з Катажиною з роду Замойських-Вишневецьких гербу Єліта (1722—1771), дочкою Міхала Здзіслава Замойського, тестем якого був князь Михайло Сервацій Вишневецький. Катажина Замойська передала Любешів разом з усім любешівським маєтком у спадок чоловікові Янові Каролю Мнішекові, генералу польських коронних військ; також була дідичкою Ожигівців[джерело?]. Шлюб уклали 1741 року. Дружина привнесла Вишнівець та прилеглі маєтності, після весілля проживали у Вишнівці. Діти:
- Ельжбета — дружина Яна Домбського
- Людвіка — дружина Анджея Казімежа Сулковського
- Юзеф Ян
- Міхал Єжи Вандалін
- Станіслав Єжи — ротмістр панцерний, хорунжий великий коронний[3].